# High dynamic range rendering

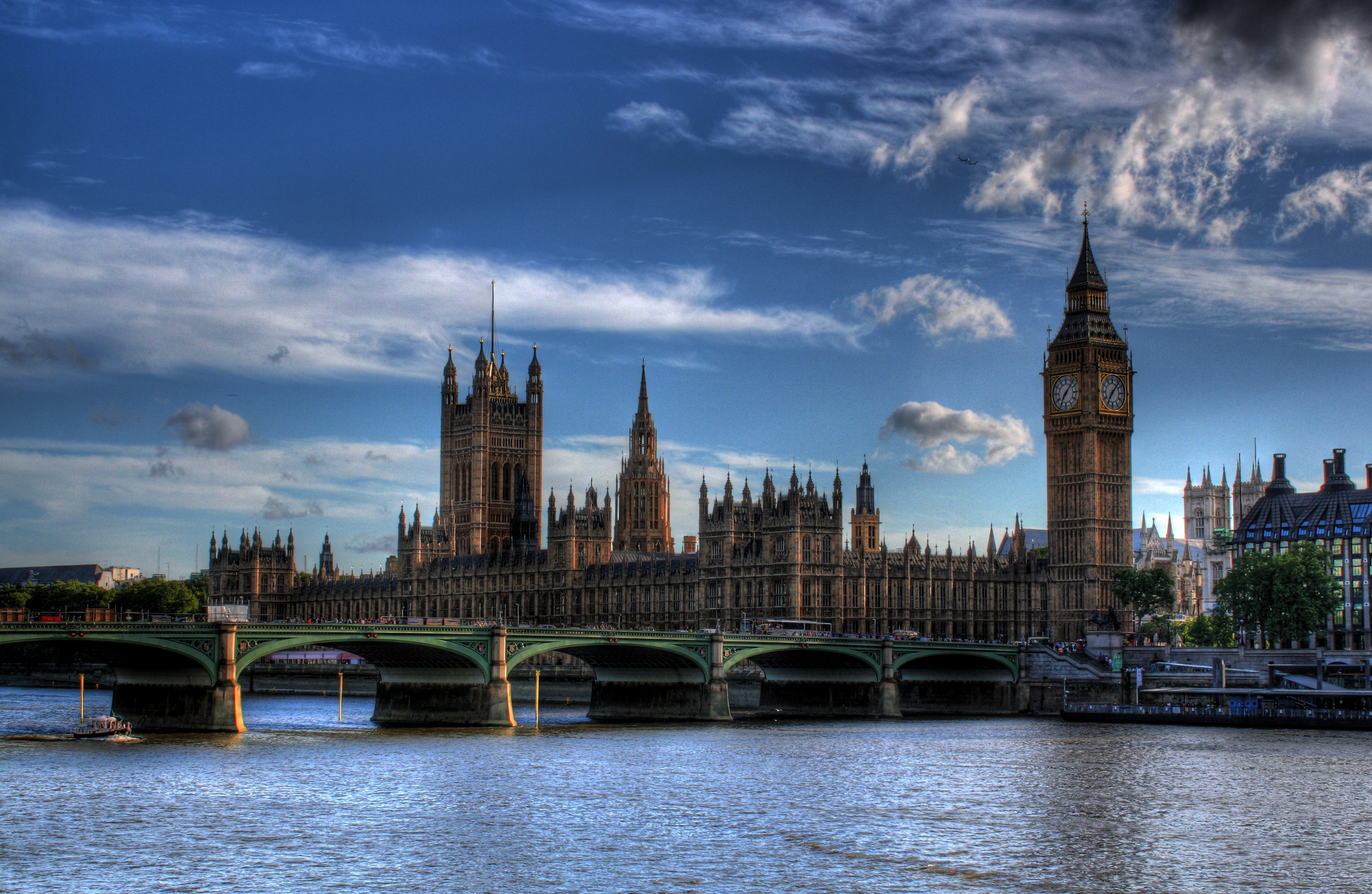
Imagem do Palácio de Westminster em HDR.

High Dynamic Range Rendering (também chamado HDR Rendering ou simplesmente HDRR) é um método de renderização que utiliza HDR (High Dynamic Range, ou Grande alcance dinâmico) para calcular a iluminação de cenas computadorizadas com grande precisão e realismo utilizando alcance dinâmico maior. Filmes e Videogames recentes vêm adotando essa técnica, que utiliza mais recursos do sistema do que os métodos padrão de redenderização, referidos agora frequentemente como LDR (Curto alcance dinâmico).

## Características
Uma das principais características da renderização em HDR é que os detalhes na cena com maior índice de contraste são preservados. Sem HDR (ou LDR), áreas da imagem muito escurecidas podem ficar completamente negras enquanto áreas muito claras ficam completamente brancas. Esses dois valores são normalmente representados pelo hardware como uma váriável de valores 0.0 para completamente negro e 1.0 para completamente branco. A companhia de fabricação de processadores gráficos (GPUs) nVIDIA resume os feitos do HDRR em três pontos:
- Áreas brilhantes podem ser realmente brilhantes;
- Áreas escuras podem ser realmente escuras;
- Detalhes podem ser vistos em ambas.

A renderização em HDR também afeta a forma como a luz é preservada em fenômenos ópticos como reflexão e refração, bem como materiais transparentes como vidro. Na renderização de curto alcance dinâmico, luzes muito brilhantes numa cena, como o Sol, são limitadas a 1.0. Quando essa luz é refletida, o resultado deve ser igual ou menor a 1. Porém, em HDR, luzes muito brilhantes podem exceder a capacidade de brilho de 1.0 para assumir valores maiores. Isso permite que reflexões mantenham brilho realista para fontes de luz extraordinariamente brilhantes.